# Bematistes obliqua
Bematistes obliqua är en fjärilsart som beskrevs av Aurivillius 1913. Bematistes obliqua ingår i släktet Bematistes och familjen praktfjärilar. Inga underarter finns listade i Catalogue of Life.